# ARE (reklamföretag)
ARE, i dag ARE JCDecaux Aktiebolag men ibland omnämnt som ARE/Decaux Gatumöbler AB är ett företag i reklambranschen. ARE-bolagen (AB Förenade ARE-bolagen) bildades 1947. Det köptes 1997 av JCDecaux.

## Historik

### Grundande
ARE-bolagen (AB förenade ARE-bolagen) bildades 1947. Det var Sven Rydstedt som var dess egentliga grundare. Han drev ett litet reklamföretag, Ryno-Reklam. Han byggde med viss framgång upp reklamtavlor på större arbetsplatser som han sedan sålde för kommersiell reklam. Sven Rydstedt idé var att sätta upp en affischtavla på varje Folkets Hus och en affischpelare i varje Folkets Park. På så sätt skulle Arbetarrörelsen förfoga över Sveriges största reklamföretag. Han lyckades intressera Sven Andersson, som då var ombudsman (S) i Göteborg, för denna affärsidé.  
En avdelning inom Folkrörelsernas Program AB bildades med namnet Folkreklam som blev upphovet till ARE. Redan efter ett års verksamhet omsatte Folkreklam mer än programbolaget.

### Expansion
Under slutet av 1940-talet slöts en rad avtal med bland annat SL och Göteborgs Spårvägar om reklamrätten på bussar och spårvagnar. Under 1950-talet startades bland annat lokalkontor i Göteborg och Malmö. Nya grenar på verksamheten utvecklades. Bland annat bildades reklambyrån Nu-Reklam. Folkreklam drev nu en rad olika verksamheter bland annat spårvägsreklam, utomhusreklam, screentryckeri och dekorateljé.
1960 bytte företaget namn till ARE. Bolaget fortsatte att växa och flera uppköp gjordes av andra affischeringsföretag.
1963 lämnade Sven Rydstedt bolaget för att bli direktör på nystartade göteborgstidningen Ny Tid. Han efterträddes av den socialdemokratiske partikassören Ernst Nilsson. Under Nilssons ledning startades 1965 reklambyrån ARE-film som sedermera bytte namn till ARE Idé 2. Känd för sina framgångsrika valkampanjer för Socialdemokraterna och chefer som till exempel Sven O. Andersson, EU-parlamentarikern Göran Färm och Kjell Larsson.
1970 förvärvade Socialdemokratiska partiet samtliga aktier som tillhört Folkets Husföreningarnas Riksorganisation och fördelningen av aktieinnehavet blev 85 % Socialdemokraterna och 15 % Folkparkernas Centralorganisation.
1971 utsågs Allan Arvidsson, före detta partikassör i Socialdemokraterna, till vd. Ordförande i ARE-bolagen var dåvarande partikassören Nils-Gösta Damberg. Under Allan Arvidssons ledning utvecklades företaget mycket positivt. En rad nya företag både i Sverige, Danmark och Tyskland köptes upp, främst för att stärka ARE:s ställning på utomhusreklammarknaden. Under 1970-talet gjorde ARE flera företagsförvärv, bland annat direktreklamföretaget Direktus. Ett fastighetsbolag bildas också.
1983 efterträddes Kjell Larsson av Harald Ullman som chef för reklambyrån ARE Idé 2. Ullman var bland annat reklambyråansvarig för de Socialdemokratiska valkampanjerna 1985-1994. Samma år förvärvade ARE bokförlaget Tiden med Ebbe Carlsson som vd.

### JCDecaux-köpet
1989 avgick Allan Arvidsson som vd och ersattes av Börje Svensson som vd. Allan Arvidsson ersatte Nils-Gösta Damberg som styrelseordförande. Samma år försökte JCDecaux med grundaren Jean-Claude Decaux i spetsen köpa ARE-bolagen men det avvisades av ARE:s styrelse. Efter hårda förhandlingar bildades bolaget Gatumöbler med Tomas Larsson som vd. Bolaget ägdes med 50 % vardera av JCDecaux och ARE. JCDecaux:s affärsidé var att utan kostnad erbjuda kommuner olika nyttigheter mot att man får rätt att sätta upp reklamtavlor i kommunen. Nyttigheter kunde vara busshållplatser, kommunala affischtavlor, avancerade självrenande toaletter, gatubelysning, papperskorgar etc. 
1990 under Börje Svenssons ledning köptes utomhusreklamföretag i Finland, Norge och Sverige.
1991 slogs ARE idé 1 ihop med ARE Idé 2 och antog namnet ARE Annonsbyrå AB. Reklambyrån blev då en av de större i Sverige. Till vd utsågs Harald Ullman.
1993 Avgick Börje Svensson som vd och efterträddes av Kjell Hemrell. Hans uppgift blev att renodla bolaget till ett utomhusreklamföretag. ARE-bolagen ägde nu bland annat tryckerier, bokförlag, kontorsvaruhus, reklambyrå, fastighetsbolag och dekorateljé. Tiden såldes till Rabén & Sjögren, övriga verksamheter såldes i snabb takt till företagsledningarna i respektive företag. Ur ARE Annonsbyrå bildades 3 byråer: Måndag Annonsbyrå, en byrå i Göteborg och en i Malmö (sedermera Sparr&Comp).
Inom den socialdemokratiska partiledningen hade det länge varit en strid mellan de som ansåg att Socialdemokraterna skulle förfoga över egna medier och de med dåvarande statsministern Ingvar Carlsson i spetsen som ansåg att det är för riskfyllt för ett politiskt parti att äga företag. De senare avgick med segern.
1997 beslutade Socialdemokraterna med partisekreterare Ingela Thalén att sälja ARE-bolagen till JCDecaux.

## Relationen till Socialdemokraterna
Att ett politiskt parti äger företag (party-owned enterprises, POEs) är ovanligt i västliga demokratier. En studie av Erik Lakomaa 2020 visade att ägarförhållandet till Socialdemokraterna var mycket gynnsamt för företaget eftersom det gav förtur till reklamplats och publika kontrakt från myndigheter och kommuner utan formell konkurrens. Socialdemokraterna gynnades av kontrollen över känslig information rörande politiska propagandastrategier under val och av finansiella bidrag från ARE.:1-2